# Охайо (река)
Вижте пояснителната страница за други значения на Охайо.
Охайо (на английски: Ohio River) е река в източната част на САЩ, протичаща през щатите Пенсилвания, Охайо, Западна Вирджиния, Кентъки, Индиана и Илинойс, най-голям ляв приток на Мисисипи. Дължината ѝ е 1579 km (с дясната съставяща я река Алигени 2052 km), а площта на водосборния басейн – 490 600 km².

## Извор, течение, устие
Река Охайо се образува на 217 m н.в., в центъра на град Питсбърг, в западната част на щата Пенсилвания, от сливането на двете съставящи я реки Мононгахела (лява съставяща) и Алигени (дясна съставяща). Двете съставящи я реки водят началото си от западните склонове на планината Апалачи. Първите около 70 km река Охайо тече през щата Пенсилвания до градчето Глазгоу, след което завива на югозапад, като запазва това генерално направление до устието си и от тук до вливането си в Мисисипи служи за граница между щатите Охайо, Индиана и Илинойс на север, Западна Вирджиния на югоизток и Кентъки на юг. В горното и средното си течение (до град Луисвил) тече през Апалачкото плато, а след това, до устието си по Централните равнини, като по цялото си протежение скоростта на течението е малка. Влива се отляво в река Мисисипи, на 89 m н.в., до град Кайро, в най-южната част на щата Илинойс.

## Водосборен басейн, притоци
Водосборният басейн на река Охайо обхваща площ от 490 600 km² (16,46% от водосборния басейн на Мисисипи), като се простира на територията на 13 щата: Пенсилвания, Охайо, Западна Вирджиния, Кентъки, Индиана, Илинойс, Ню Йорк, Мериленд, Вирджиния, Северна Каролина, Джорджия, Алабама и Мисисипи. На северозапад и запад водосборният басейн на река Охайо граничи с водосборните басейни на реките Биг Мъди, Каскаския, Илинойс, Хачи и други по-малки леви притоци на Мисисипи; на север – с водосборния басейн на река Сейнт Лорънс; на изток и югоизток – с водосборните басейни на реките Саскуехана, Потомак, Джеймс, Роаноук, Савана и други по-малки, вливащи се в Атлантическия океан; на юг – с водосборните басейни на реките Апалачикола и Алабама, вливащи се в Мексиканския залив.
Река Охайо получава 14 притока с дължина над 200 km. По-долу са описани всичките тези 14 реки, за които е показано какъв приток са (→ – ляв) или (← – десен), дължина в (km), площ на водосборния басейн в (km²) и щатите през които протичат.
- → Мононгахела 210 / 19 000, Западна Вирджиния, Пенсилвания
- ← Алигени 523 / 30 000, Пенсилвания, Ню Йорк
- → Литъл Канауа 272 / 31 690, Западна Вирджиния
- → Гуяндот 267 / – , Западна Вирджиния
- ← Скиото 372 / 16 880, Охайо
- → Ликинг 488 / 9610, Кентъки
- ← Грейт Маями 260 / 13 920, Охайо
- → Кентъки 420 / 18 230, Кентъки
- → Салт Ривър 240 / – , Кентъки
- → Грийн Ривър 618 / 24 425, Кентъки
- ← Уобаш 810 / 86 000, Охайо, Индиана
- → Трейдиуотър 219 / – , Кентъки
- → Камберланд 1107 / 45 920, Кентъки, Тенеси
- → Тенеси 1049 / 105 870, тенеси, Алабама, Мисисипи, Кентъки

## Хидрология
Подхранването на река Охайо е смесено (снежно-дъждовно), с максимален отток през студеното полугодие и ниско лятно-есенно маловодие с минимум през август и септември. Средният годишен отток при град Кайро (в устието) около 800 m³/s, максимален – 52 000 m³/s, с годишен обем около 250 km³. Най-високо покачване на водите се наблюдава при Питсбърг (10 – 12 m), при Синсинати (17 – 20 m), в устието (14 – 16 m). Сега почти цялото корито на реката е заградено с водозащитни диги, но в миналото не е било така и реката е предизвиквала катастрофални наводнения, като най-значимите са през 1887, 1913, 1927, 1937 г.

## Стопанско значение, селища
Река Охайо е шлюзована и е плавателна по цялото с протежение, с гарантирана дълбочина от 2,7 m. Общата дължина на водните пътища във водосборния басейн на реката е около 4000 km и тя е сред главните вътрешни водни пътища на САЩ. В района на Луисвил образува прагове, които са избегнати за корабоплаването чрез изкуствен канал. Басейнът на Охайо е измежду най-развитите икономически райони в страната, като на някои от нейните притоци (най-вече на река Тенеси) са изградени мощни ВЕЦ. Там живее 1/7 от населението на САЩ.
По течението на реката са разположени градовете: Питсбърг (в Пенсилвания); Уийлинг, Паркърсбърг, Хънтингтън (в Западна Вирджиния); Стюбънвил, Портсмът, Синсинати (в Охайо); Ашлънд, Ковингтън, Луисвил, Оуенсбъроу (в Кентъки); Ню Олбъни, Евансвил (в Индиана); Метрополис, Кайро (в Илинойс).